# Binangonan
Binangonan é um município de  primeira classe de renda municipal (d) na província Rizal, nas Filipinas. De acordo com o censo de 1 de maio  de  2020 possui uma população de 313 631 pessoas e 74 557 domicílios.